# Таби, Ласло
Ласло Таби (венг. Tabi László, урождённый Ласло Тауб, 7 октября 1910, Будапешт — 28 апреля 1989, Будапешт) — венгерский писатель, журналист, редактор, публицист, юморист.
Лауреат премии Йожефа Аттилы (1954, 1962).

## Биография
Родился в интеллигентной еврейской семье.
С 1932 по 1939 год возглавлял рубрику головоломок в газете «Nemzeti Sport». После увольнения во времена гонений на евреев в Венгрии работал в «Magyar Rejtvény Újság». Он писал занимательные рассказы и публиковал их частично под своим именем, частично под разными псевдонимами. Во время Второй мировой войны его направили на трудовой фронт, работал в Сербии и на Украине. По окончании войны (1945) был редактором журнала «Ludas Matyi» и его главным редактором (1957 — 1976) до выхода на пенсию по собственному желанию.
Свой истинный жанр он нашёл после 1945 года: в коротких юмористических произведениях он раскрывал тонкости жизни Пешта. Девизом в работе было: «Нет старых анекдотов, есть старые люди. Все шутки новы для новорожденного». Его юмористические пьесы и радиопостановки пользовались огромной популярностью.
Сотрудничал в театре, сценарист.
Был известен в СССР благодаря телевизионной передаче «Кабачок 13 стульев» (автор реприз и миниатюр)
Скончался в Будапеште после тяжёлой болезни.
Племянник Янош Пелле — писатель и историк.

## Фильмография
- 1966 Лиха беда начало
- 1964 Завещание миллионера